# Nhlangano
Nhlangano è un centro abitato dello eSwatini, capoluogo del Distretto di Shiselweni.